# Pastor Salazar
Pastor Salazar was een Filipijns politicus. Hij was afgevaardigde van Samar van 1916 tot 1922 en senator van 1926 tot 1928. Tijdens de Tweede Wereldoorlog was hij nog gouverneur van Leyte.

## Biografie
Pastor Salazar voltooide een rechtenstudie en had een eigen advocatenkantoor. In 1916 werd Salazar namens het 2e kiesdistrict van Samar gekozen in het Filipijns Huis van Afgevaardigden. Bij de verkiezingen van 1919 werd hij herkozen voor de 5e Filipijnse legislatuur. In 1924 was Salazar een van de oprichters van Holy Infant College in Tacloban in Samar. Bij de speciale verkiezingen na het overlijden van senator Tomas Gomez in 1926 werd Salazar bij sepciale verkiezingen gekozen om het restant van diens termijn in de Senaat van de Filipijnen voor het 9e Senaatsdistrict uit te dienen. Hij versloeg bij deze verkiezingen voormalig gouverneur Clodualdo Lucero.  Tijdens de Tweede Wereldoorlog was Salazar van 1940 tot 1942 gouverneur van de provincie Leyte.
Salazar was getrouwd met Consolacion Veloso, een dochter van Manuel Veloso sr..